# Massengräber in Tolmin
In dem zur Gemeinde Tolmin gehörenden Ort Gorenja Trebuša gibt es vier bekannte Massengräber aus der Spätphase des Zweiten Weltkriegs. 
- Die Massengräber Makec-Schlucht 1 und 2 (slowenisch: Grobišče Makčeva grapa 1, 2) befinden sich nördlich der Hauptsiedlung. Sie enthalten die sterblichen Überreste von etwa 30 Kriegsgefangenen, die Anfang September 1944 ermordet wurden.[1][2]

- Im Massengrab Peter-Schlucht (Grobišče Petrova grapa) befindet sich am rechten Ufer des Flüsschens Trebuščica. Hier liegen die Überreste zahlreicher Zivilisten, die zwischen August 1944 und April 1945 ermordet wurden.[3]

- Das Massengrab Podgriva-Schlucht (Grobišče Podgrivška grapa) liegt in einer Schlucht entlang des Pršjak-Baches. Es enthält die Überreste zahlreicher Zivilisten, die zwischen August 1944 und April 1945 ermordet wurden.[4]